# Simeon Sakskoburggotski
Simeon Borisov Sakskoburggotski (tiếng Bulgaria: Симеон Борисов Сакскобургготски, chuyển tự Simeon Borisov Sakskoburggotski, [simeˈɔn boˈrisof sakskoburˈɡɔtski]; sinh ngày 16 tháng 6 năm 1937) là một chính trị gia người Bulgaria, và là sa hoàng cuối cùng của Vương quốc Bulgaria với vương hiệu là Simeon II từ 1943 đến 1946. Ông được sáu tuổi khi cha ông là Boris III của Bulgaria qua đời năm 1943. Quyền lực hoàng gia được thực thi bởi một hội đồng nhiếp chính thay mặt ông do chú của Simeon là Kiril, Thân vương xứ Preslav, Tướng Nikola Mihov và thủ tướng Bogdan Filov lãnh đạo. Năm 1946, chế độ quân chủ bị bãi bỏ bởi cuộc trưng cầu dân ý, và Simeon bị buộc phải sống lưu vong, lúc đó ông mới 9 tuổi.
Ông quay trở về Bulgaria vào năm 1996, thành lập đảng chính trị Phong trào Quốc gia vì Ổn định và Tiến bộ (NMSP), được bầu và giữ ghế Thủ tướng Cộng hòa Bulgaria từ tháng 7 năm 2001 đến tháng 8 năm 2005. Trong cuộc bầu cử tiếp theo, với tư cách là lãnh đạo của NMSP, ông đã tham gia vào chính phủ liên minh với Đảng Xã hội Bulgaria. Năm 2009, sau khi NMSP không giành được ghế nào trong Quốc hội, ông rời bỏ chính trường.
Ông, cùng với Đức Đạt Lai Lạt Ma thứ 14, là một trong hai người duy nhất còn sống từng là nguyên thủ quốc gia từ thời Thế chiến thứ hai, mặc dù cả hai đều giữ vai trò chủ yếu mang tính biểu tượng trong quan điểm chính phủ của họ.

## Gốc gác hoàng gia

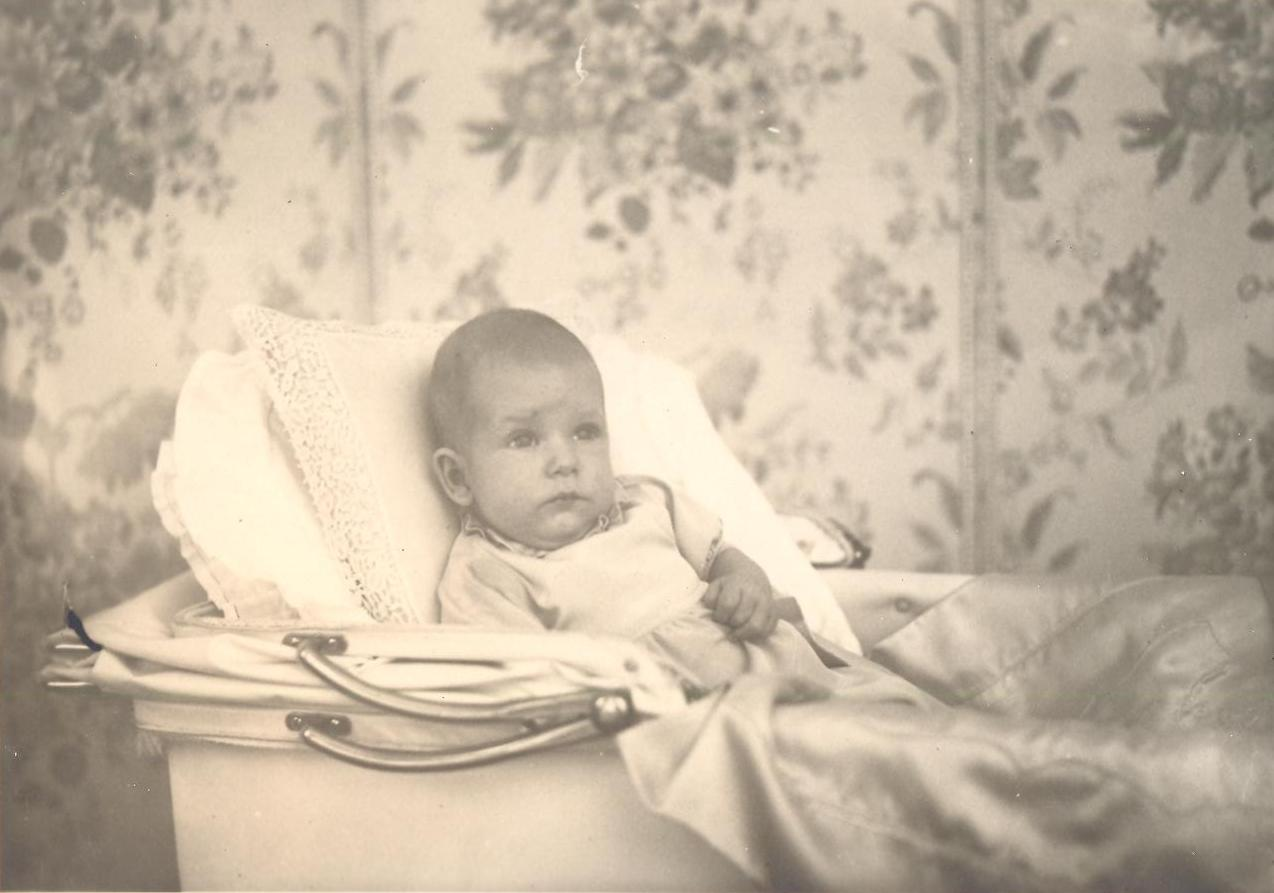
Vương tử Simeon khi còn nhỏ

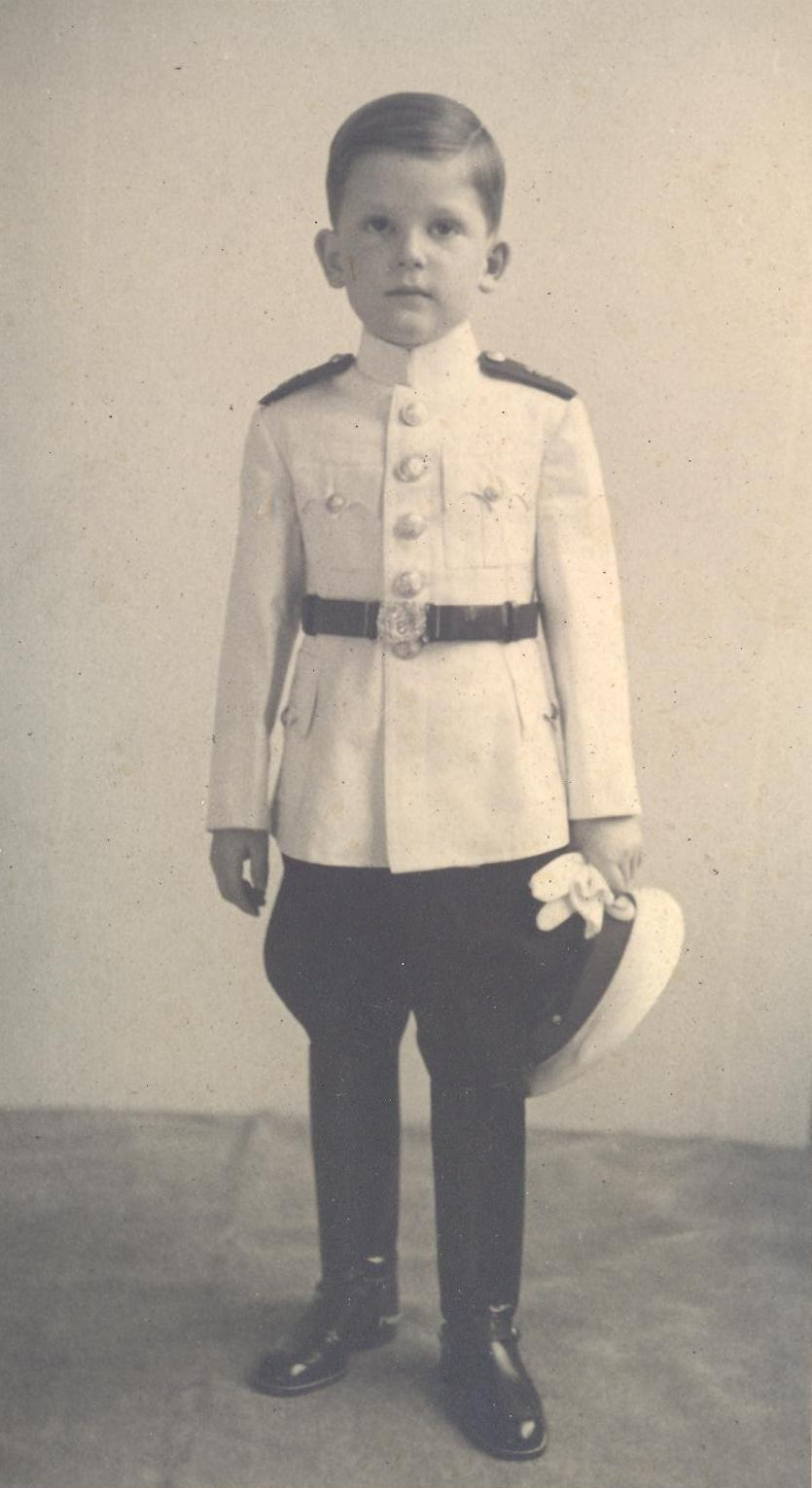
Vương tử Simeon của Bulgaria

Simeon là con trai của Sa hoàng Boris III của Bulgaria và Giovanna của Ý. Sau khi sinh, Boris III cử một sĩ quan không quân đến sông Jordan để lấy nước cho lễ rửa tội của Simeon theo đức tin Chính thống giáo.
Simeon có dòng máu từ 2 hoàng gia đang cai trị ở châu Âu đương thời khi sinh ra đời, vì mẹ của ông là vương nữ Giovanna của Ý đến từ Vương tộc Savoia, là người con thứ 5 và con gái thứ 4 của Vua Vittorio Emanuele III của Ý và vợ Vương hậu Elena, Thân vương nữ của Thân vương quốc Montenegro. Còn họ nội của ông là Vương tộc Sachsen-Coburg và Gotha-Koháry, một chi nhánh của Nhà Sachsen-Coburg và Gotha lớn hơn cũng đang cai trị Vương quốc Bỉ và Vương quốc Anh.

## Trị vì đất nước thông qua hội đồng nhiếp chính
Simeon được chỉ định lên ngôi vào ngày 28 tháng 8 năm 1943 sau cái chết của cha ông, người vừa trở về Bulgaria sau cuộc gặp với Adolf Hitler. Vì Simeon mới 6 tuổi nên chú của ông là Thân vương Kiril, Thủ tướng Bogdan Filov và Trung tướng Nikola Mihov của Quân đội Bulgaria được bổ nhiệm làm nhiếp chính.
Dưới thời cha mình, Bulgaria gia nhập Phe Trục trong Thế chiến thứ hai nhưng vẫn giữ được quan hệ ngoại giao với Liên Xô. Tuy nhiên, vào ngày 5 tháng 9 năm 1944, Stalin tuyên chiến với Bulgaria và ba ngày sau, Hồng quân tiến vào đất nước này mà không gặp phải sự kháng cự nào. Vào ngày hôm sau, 9 tháng 9 năm 1944, Thân vương Kyril và các nhiếp chính khác bị lật đổ trong một cuộc đảo chính do Liên Xô hậu thuẫn và bị bắt. Ba nhiếp chính, tất cả các thành viên của ba chính phủ cuối cùng, các đại biểu Quốc hội, người đứng đầu quân đội và các nhà báo lỗi lạc đều bị Cộng sản xử tử vào tháng 2 năm 1947.

## Lật đổ và lưu vong
Gia đình hoàng gia - Vương thái hậu Giovanna, Sa hoàng Simeon II và em gái là Vương nữ Maria-Louisa - vẫn ở Cung điện Vrana, gần thủ đô Sofia, trong khi 3 nhiếp chính mới được bổ nhiệm, tất cả đều là người Cộng sản (Todor Pavlov, Venelin Ganev và Tsvetko Boboshevski). Ngày 15 tháng 9 năm 1946, một cuộc trưng cầu dân ý được tổ chức với sự có mặt của quân đội Liên Xô. Nó đề xuất bãi bỏ chế độ quân chủ và tuyên bố thành lập một nước cộng hòa. Số liệu chính thức cho thấy 95,6% tán thành việc chấm dứt 68 năm chế độ quân chủ. Cuộc trưng cầu dân ý này thực sự đã vi phạm Hiến pháp Tarnovo, trong đó cho rằng bất kỳ thay đổi nào về hình thức nhà nước chỉ có thể được thực hiện bởi Đại Quốc hội do sa hoàng triệu tập.
Vào ngày 16 tháng 9 năm 1946, gia đình hoàng gia bị trục xuất khỏi Bulgaria và được phép mang theo một lượng lớn tài sản. Lần đầu tiên họ đến Alexandria, Ai Cập, nơi cha của Vương thái hậu Giovanna là cựu vương Vittorio Emanuele III của Ý đang sống lưu vong. Ở đó, vào năm 1951, Simeon học tại Victoria College, Alexandria (cùng với Thái tử Leka của Albania). Vào tháng 7 năm 1951, chế độ độc tài của Tướng Francisco Franco đã cấp quyền tị nạn cho gia đình ông đến Tây Ban Nha.

## Sự nghiệp giáo dục và kinh doanh
Ở Madrid, Simeon học tại Lycée Français. Vào ngày 16 tháng 6 năm 1955, khi bước sang tuổi 18, theo Hiến pháp Tarnovo, Simeon sẽ đọc một bản tuyên ngôn trước người dân Bulgaria, tuyên bố rằng ông là Sa hoàng của Bulgaria và xác nhận ý muốn trở thành Sa hoàng của tất cả người dân Bulgaria và tuân theo các nguyên tắc trái ngược với các nguyên tắc của chế độ cộng sản khi đó đang cai trị Bulgaria. Năm 1958, ông đăng ký học tại Valley Forge Military Academy and College ở Hoa Kỳ, nơi ông được biết đến với biệt danh "Cadet Rylski số 6883", và ông tốt nghiệp với quân hàm thiếu úy. Một lần nữa ở Tây Ban Nha (từ năm 1959 đến năm 1962), Simeon học luật và quản trị kinh doanh.
Sau đó ông trở thành một doanh nhân. Trong 13 năm, ông là chủ tịch của công ty con Thomson ở Tây Ban Nha, một tập đoàn điện tử và quốc phòng của Pháp. Ông cũng là cố vấn trong lĩnh vực ngân hàng, khách sạn, điện tử và ăn uống.

## Hôn nhân và hậu duệ
Vào ngày 21 tháng 1 năm 1962, cựu vương Simeon kết hôn với một quý tộc Tây Ban Nha là Doña Margarita Gómez-Acebo y Cejuela, con gái của Hầu tước xứ Cortina. Họ có với nhau 5 người con - 4 con trai (Kardam, Kiril, Kubrat và Konstantin) và 1 cô con gái, tất cả đều kết hôn với người Tây Ban Nha. Bốn người con trai của ông đều mang tên Sa hoàng Bungari (Bulgarian Tsars), con gái ông có tên Bungari, mặc dù chỉ có 4 trong số 11 đứa cháu của ông có tên Bungari (Boris, Sofia, Mirko và Simeon).
- Vương tử Kardam (1962–2015) kết hôn với Miriam Ungría y López. Họ có hai con trai, Thân vương tử Boris và Thân vương nữ Beltran.
- Vương tử Kiril (sinh năm 1964) kết hôn với María del Rosario Nadal y Fuster de Puigdórfila. Họ có hai con gái, Thân vương nữ Mafalda và Thân vương nữ Olimpia, và một con trai, Tassilo.
- Vương tử Kubrat (sinh năm 1965) kết hôn với Carla María de la Soledad Royo-Villanova y Urrestarazu. Họ có ba con trai: Mirko, Lukás và Tirso.
- Vương tử Konstantin-Assen (sinh năm 1967) kết hôn với María García de la Rasilla y Gortázar. Họ có cặp song sinh là Umberto và Sofia.
- Vương nữ Kalina (sinh năm 1972) kết hôn với Antonio José "Kitín" Muñoz y Valcárcel. Họ có một con trai là Simeon Hassan Muñoz.

## Sự nghiệp chính trị

### Trở về Bulgaria
Năm 1990, chỉ vài tháng sau khi chủ nghĩa cộng sản sụp đổ, Simeon được cấp hộ chiếu mới của Bulgaria. Năm 1996, 50 năm sau khi chế độ quân chủ bị bãi bỏ, Simeon trở lại Bulgaria và được đông đảo người dân ở nhiều nơi chào đón. Vào thời điểm đó, ông không đưa ra bất kỳ thông báo hay động thái chính trị nào, như ông đã phủ nhận trong một cuộc phỏng vấn trên truyền hình (1990) là có bất kỳ khiếu nại nào về tài sản vật chất chống lại Bulgaria. Tuy nhiên, những tình cảm xã hội này dần dần biến mất sau khi ông làm thủ tướng, với việc Simeon thực hiện các động thái nhằm lấy lại những khu đất rộng lớn hoặc tài sản bất động sản ở Bulgaria nằm dưới sự quản lý của chế độ quân chủ trước năm 1945.
Năm 2001, Simeon, lúc này lấy tên là Simeon Borisov Saxe-Coburg-Gotha, tuyên bố ông sẽ trở lại Bulgaria để thành lập một đảng chính trị mới, Phong trào Quốc gia Simeon II (sau đổi tên thành NMSP), chuyên về "cải cách" và tính minh bạch chính trị". Simeon hứa rằng trong 800 ngày nữa người dân Bulgaria sẽ cảm nhận được những tác động tích cực rõ rệt từ chính phủ của ông và sẽ được hưởng mức sống cao hơn đáng kể.

### Đắc cử thủ tướng
NMSP đã giành chiến thắng áp đảo trong cuộc bầu cử quốc hội được tổ chức vào ngày 17 tháng 6 năm 2001, chiếm được 120 trong số 240 ghế trong Quốc hội và đánh bại hai đảng chính trị chính đã tồn tại từ trước. Simeon đã tuyên thệ nhậm chức Thủ tướng Bulgaria vào ngày 24 tháng 7, thành lập liên minh với đảng dân tộc Turkish, Phong trào vì Quyền và Tự do (MRF). Ông trao các chức vụ bộ trưởng trong chính phủ của mình chủ yếu cho các nhà kỹ trị và các chuyên gia kinh tế được đào tạo ở phương Tây.
Trong thời gian ông nắm quyền, Bulgaria đã gia nhập NATO sau khi đồng ý tham gia liên minh do Mỹ dẫn đầu chống lại Iraq. Năm 2002, ông nhận được Giải thưởng Con đường tới Hòa bình từ Tổ chức Con đường đến Hòa bình.
Trong cuộc bầu cử năm 2005, đảng của Simeon đứng thứ hai và tham gia vào chính phủ liên minh lớn do Đảng Xã hội Bulgaria lãnh đạo và bao gồm cả Phong trào vì Quyền và Tự do. Simeon được trao chức vụ nghi lễ không chính thức là Chủ tịch Hội đồng Liên minh.
Đảng chỉ nhận được 3,01% phiếu bầu và không có ghế trong cuộc bầu cử quốc hội năm 2009. Ngay sau đó, vào ngày 6 tháng 7, Simeon cũng từ chức lãnh đạo NMPP.

## Quan điểm về việc khôi phục chế độ quân chủ ở Bulgaria
Mặc dù chưa chính thức từ bỏ yêu sách giành ngai vàng Bulgaria, Simeon và gia đình đã tham gia vào các chiến dịch truyền thông được dàn dựng lâu dài và di chuyển khắp không gian chính trị Bulgaria. Ông đã sử dụng danh hiệu "Sa hoàng của người Bulgaria" trong các tuyên bố chính trị của mình trong thời gian sống lưu vong. Tuy nhiên, kể từ khi trở về Bulgaria, Simeon luôn tránh tiết lộ quan điểm của mình về việc khôi phục chế độ quân chủ Bulgaria, bất chấp tên ban đầu của đảng do ông lập ra lấy theo vương hiệu của ông - Phong trào dân tộc Simeon II.

## Hồi ký
Simeon đã viết một cuốn tự truyện bằng tiếng Pháp với tựa đề "Simeon II de Bulgarie, un destin singulier" được phát hành tại Bulgaria vào ngày 28 tháng 10 năm 2014. Nó được trình làng lần đầu tiên tại trụ sở của UNESCO ở Paris vào ngày 22 tháng 10 năm 2014.

## Tước hiệu và phong cách

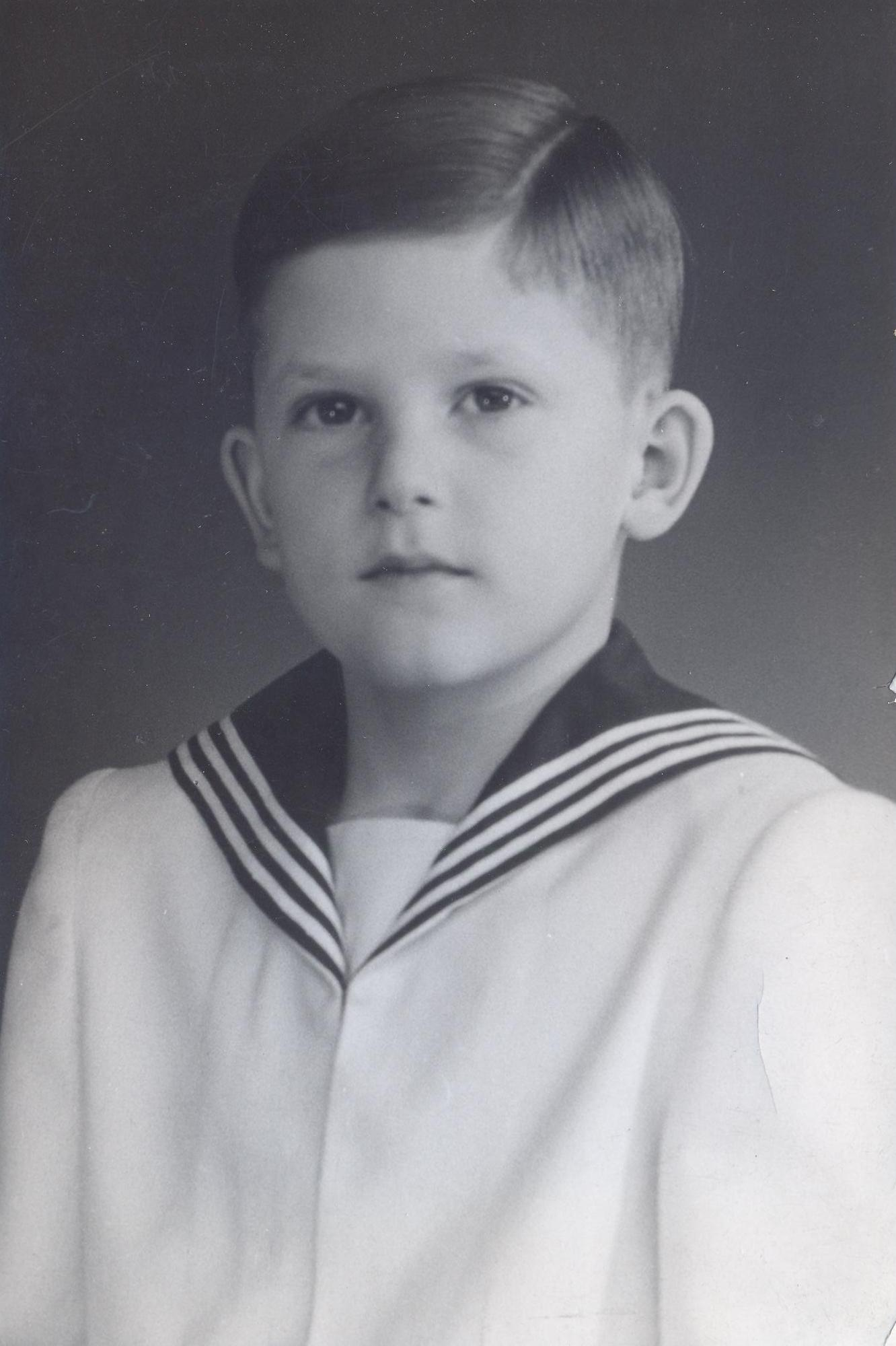
Simeon II

- 16 tháng 6 năm 1937 – 15 tháng 9 năm 1946: His Royal Highness, Thân vương xứ Turnovo.[19]
- 15 tháng 9 năm 1946 – nay: His Majesty, Sa hoàng Simeon II của người Bulgaria[20] (danh tự xưng và lịch sự).
- 24 tháng 7 năm 2001 – nay: Simeon Saxe-Coburg-Gotha.[21]

Trong một thông cáo được công bố trên trang web của mình vào ngày 1 tháng 5 năm 2015, Tòa Thượng Phụ Bulgaria đã thông báo rằng Simeon Saxe-Coburg-Gotha sẽ được gọi là Sa hoàng của Bulgaria trong tất cả các dịch vụ công và tư được tổ chức tại các giáo phận của Giáo hội Chính thống Bulgaria.

### Vinh dự triều đại
- Nhà Sachsen-Coburg và Gotha-Koháry: Hiệp sĩ và Grand Master của Huân chương Saints Cyril và Methodius[23]
- Nhà Sachsen-Coburg và Gotha-Koháry: Grand Master của Huân chương Saint Alexander[23]
- Nhà Sachsen-Coburg và Gotha-Koháry: Grand Master của Huân chương hoàng gia Bravery[23]
- Nhà Sachsen-Coburg và Gotha-Koháry: Grand Master của Huân chương Quân công Hoàng gia[23]
- Nhà Sachsen-Coburg và Gotha-Koháry: Grand Master của Huân chương Công lao dân sự Hoàng gia[23]
- Nhà Sachsen-Coburg và Gotha-Koháry: Người nhận Medal của Tsar Simeon II

### Vinh dự nhà nước
- Bulgaria: Thập tự lớn của Huân chương Stara Planina[24][25][26]
- Bộ quốc phòng Bulgaria: Vòng cổ của Huân chương Công lý[27]

### Vinh dự các triều đại nước ngoài
- Belgium: Thập tự lớn của Huân chương Leopold II[24][28]
- France: Hạng nhất của Huân chương Bắc Đẩu Bội tinh[24]
  -  Gia đình Hoàng gia Orléans-Pháp: Hiệp sĩ Thập tự lớn Huân chương Saint Lazarus[24]
- Vương thất Hy Lạp: Hiệp sĩ Thập tự lớn của Huân chương Hoàng gia Redeemer[24]
- Vương thất Ý: Hiệp sĩ của Huân chương Truyền Tin Cực Thánh[24]
- Vatican: Hiệp sĩ Thập tự lớn Huân chương Mộ Thánh[24]
- Sovereign Military Order of Malta: Hiệp sĩ Thập tự giá danh dự và sự cống hiến của Huân chương Quân công chủ quyền Malta[24][29][30]
- Vương thất Hai Sicilia:
  - Hiệp sĩ của Huân chương hoàng gia Saint Januarius[24][31]
  - Hiệp sĩ Thập tự lớn Hai Huân chương Quân sự thiêng liêng Hoàng gia Sicilia của Thánh George[24][32]
- Jordan: Grand Cordon của Huân chương Phục hưng tối cao[33]
- Jordan: Grand Cordon của Huân chương Độc lập[24]
- Palestine: Hiệp sĩ, Ruy băng lớn với vòng cổ Huân chương Palestine[34]
- Vương thất Bồ Đào Nha: Hiệp sĩ Thập tự lớn của Huân chương Vô nhiễm Nguyên tội của Vila Viçosa
- Hoàng thất Nga: Hiệp sĩ của Huân chương Hoàng gia Saint Andrew[35][36]
- Spain:
  - Hiệp sĩ Thập tự lớn của Huân chương Carlos III[24][37]
  - Hiệp sĩ của Huân chương Lông cừu vàng[24][38][39]

### Giải thưởng quốc gia
- Bulgaria: Bằng cấp danh dự của Đơn vị Vệ binh Quốc gia Bulgaria[40]
- Bulgaria: Huy hiệu vinh danh của lễ kỷ niệm Cộng đồng Chitalishte Bungari[41]

### Giải thưởng nước ngoài
- European Union: Giải thưởng hội nhập Liên minh Paneuropean[42]
- Romania: Bằng cấp danh dự của Đại học Bucharest[43]
- Spain: Con nuôi của Madrid[44]
- Slovakia: Bia tưởng niệm cây hòa bình[45][46]

### Vương hiệu
| Huy hiệu chủ quyền Bulgaria (1943–1946) | Huy hiệu cá nhân của Simeon |

### Bảo trợ

#### Bảo trợ quốc gia
- Bulgaria: Người bảo trợ cho Ngày Quốc khánh Bulgaria.[47]

#### Bảo trợ nước ngoài
- Slovakia: Người bảo trợ cho việc trùng tu Tượng Thánh John Nepomuk ở Divina, được thực hiện dưới sự bảo trợ của Đại sứ quán Cộng hòa Liên bang Đức tại Slovakia (2017).[48][49]

## Tổ tiên
| \| \| \| \| \| \| \| \| \| \| \| 8. August xứ Sachsen-Coburg và Gotha \| \| \| \| \| \| \| \| \| \| \| \| \| \| \| \| \| \| \| \| \| \| \| \| \| \| \| \| \| \| \| \| \| \| \| \| \| \| \| \| \| \| \| \| \| \| \| \| \| \| \| 4. Ferdinand I của Bulgaria \| \| \| \| \| \| \| \| \| \| \| \| \| \| \| \| \| \| \| \| \| \| \| \| \| \| \| \| \| \| \| \| \| \| \| \| \| \| \| \| \| \| \| \| \| \| \| \| \| \| \| \| \| \| \| \| \| \| \| \| 9. Vương nữ Clémentine của Orléans \| \| \| \| \| \| \| \| \| \| \| \| \| \| \| \| \| \| \| \| \| \| \| \| \| \| \| \| \| \| \| \| \| \| \| \| \| \| \| \| \| \| \| \| \| \| \| \| \| \| \| \| \| \| \| \| \| \| \| \| 2. Boris III của Bulgaria \| \| \| \| \| \| \| \| \| \| \| \| \| \| \| \| \| \| \| \| \| \| \| \| \| \| \| \| \| \| \| \| \| \| \| \| \| \| \| \| \| \| \| \| \| \| \| \| \| \| \| \| \| \| \| \| \| \| \| \| 10. Robert I, Công tước xứ Parma \| \| \| \| \| \| \| \| \| \| \| \| \| \| \| \| \| \| \| \| \| \| \| \| \| \| \| \| \| \| \| \| \| \| \| \| \| \| \| \| \| \| \| \| \| \| \| \| \| \| \| \| \| \| \| \| \| \| \| \| 5. Công nữ Marie Louise xứ Bourbon-Parma \| \| \| \| \| \| \| \| \| \| \| \| \| \| \| \| \| \| \| \| \| \| \| \| \| \| \| \| \| \| \| \| \| \| \| \| \| \| \| \| \| \| \| \| \| \| \| \| \| \| \| \| \| \| \| \| \| \| \| \| 11. Vương nữ Maria Pia của Bourbon-Hai Sicilie \| \| \| \| \| \| \| \| \| \| \| \| \| \| \| \| \| \| \| \| \| \| \| \| \| \| \| \| \| \| \| \| \| \| \| \| \| \| \| \| \| \| \| \| \| \| \| \| \| \| \| \| \| \| \| \| \| \| \| \| 1. Simeon Saxe-Coburg-Gotha \| \| \| \| \| \| \| \| \| \| \| \| \| \| \| \| \| \| \| \| \| \| \| \| \| \| \| \| \| \| \| \| \| \| \| \| \| \| \| \| \| \| \| \| \| \| \| \| \| \| \| \| \| \| \| \| \| \| \| \| 12. Umberto I của Ý \| \| \| \| \| \| \| \| \| \| \| \| \| \| \| \| \| \| \| \| \| \| \| \| \| \| \| \| \| \| \| \| \| \| \| \| \| \| \| \| \| \| \| \| \| \| \| \| \| \| \| \| \| \| \| \| \| \| \| \| 6. Vittorio Emanuele III của Ý \| \| \| \| \| \| \| \| \| \| \| \| \| \| \| \| \| \| \| \| \| \| \| \| \| \| \| \| \| \| \| \| \| \| \| \| \| \| \| \| \| \| \| \| \| \| \| \| \| \| \| \| \| \| \| \| \| \| \| \| 13. Thân vương nữ Margherita xứ Savoy \| \| \| \| \| \| \| \| \| \| \| \| \| \| \| \| \| \| \| \| \| \| \| \| \| \| \| \| \| \| \| \| \| \| \| \| \| \| \| \| \| \| \| \| \| \| \| \| \| \| \| \| \| \| \| \| \| \| \| \| 3. Vương nữ Giovanna xứ Savoy \| \| \| \| \| \| \| \| \| \| \| \| \| \| \| \| \| \| \| \| \| \| \| \| \| \| \| \| \| \| \| \| \| \| \| \| \| \| \| \| \| \| \| \| \| \| \| \| \| \| \| \| \| \| \| \| \| \| \| \| 14. Nicholas I của Montenegro \| \| \| \| \| \| \| \| \| \| \| \| \| \| \| \| \| \| \| \| \| \| \| \| \| \| \| \| \| \| \| \| \| \| \| \| \| \| \| \| \| \| \| \| \| \| \| \| \| \| \| \| \| \| \| \| \| \| \| \| 7. Thân vương nữ Elena xứ Montenegro \| \| \| \| \| \| \| \| \| \| \| \| \| \| \| \| \| \| \| \| \| \| \| \| \| \| \| \| \| \| \| \| \| \| \| \| \| \| \| \| \| \| \| \| \| \| \| \| \| \| \| \| \| \| \| \| \| \| \| \| 15. Milena Vukotić \| \| \| \| \| \| \| \| \| \| \| \| \| \| \| \| \| \| \| \| \| \| \| \| \| \| \| \| \| \| \| \| \| \| \| \| \| \| \| \| \| \| \| |                                                |  |  |  |  |  |  |  |  |                                      |  |  |  |
| |                                                |  |  |  |  |  |  |  |  | 8. August xứ Sachsen-Coburg và Gotha |  |  |  |
| |                                                |  |  |  |  |  |  |  |  |                                      |  |  |  |
| |                                                |  |  |  |  |  |  |  |  |                                      |  |  |  |
| |                                                |  |  |  |  |  |  |  |  |                                      |  |  |  |
| | 4. Ferdinand I của Bulgaria                    |  |  |  |  |  |  |  |  |                                      |  |  |  |
| |                                                |  |  |  |  |  |  |  |  |                                      |  |  |  |
| |                                                |  |  |  |  |  |  |  |  |                                      |  |  |  |
| |                                                |  |  |  |  |  |  |  |  |                                      |  |  |  |
| | 9. Vương nữ Clémentine của Orléans             |  |  |  |  |  |  |  |  |                                      |  |  |  |
| |                                                |  |  |  |  |  |  |  |  |                                      |  |  |  |
| |                                                |  |  |  |  |  |  |  |  |                                      |  |  |  |
| |                                                |  |  |  |  |  |  |  |  |                                      |  |  |  |
| | 2. Boris III của Bulgaria                      |  |  |  |  |  |  |  |  |                                      |  |  |  |
| |                                                |  |  |  |  |  |  |  |  |                                      |  |  |  |
| |                                                |  |  |  |  |  |  |  |  |                                      |  |  |  |
| |                                                |  |  |  |  |  |  |  |  |                                      |  |  |  |
| | 10. Robert I, Công tước xứ Parma               |  |  |  |  |  |  |  |  |                                      |  |  |  |
| |                                                |  |  |  |  |  |  |  |  |                                      |  |  |  |
| |                                                |  |  |  |  |  |  |  |  |                                      |  |  |  |
| |                                                |  |  |  |  |  |  |  |  |                                      |  |  |  |
| | 5. Công nữ Marie Louise xứ Bourbon-Parma       |  |  |  |  |  |  |  |  |                                      |  |  |  |
| |                                                |  |  |  |  |  |  |  |  |                                      |  |  |  |
| |                                                |  |  |  |  |  |  |  |  |                                      |  |  |  |
| |                                                |  |  |  |  |  |  |  |  |                                      |  |  |  |
| | 11. Vương nữ Maria Pia của Bourbon-Hai Sicilie |  |  |  |  |  |  |  |  |                                      |  |  |  |
| |                                                |  |  |  |  |  |  |  |  |                                      |  |  |  |
| |                                                |  |  |  |  |  |  |  |  |                                      |  |  |  |
| |                                                |  |  |  |  |  |  |  |  |                                      |  |  |  |
| | 1. Simeon Saxe-Coburg-Gotha                    |  |  |  |  |  |  |  |  |                                      |  |  |  |
| |                                                |  |  |  |  |  |  |  |  |                                      |  |  |  |
| |                                                |  |  |  |  |  |  |  |  |                                      |  |  |  |
| |                                                |  |  |  |  |  |  |  |  |                                      |  |  |  |
| | 12. Umberto I của Ý                            |  |  |  |  |  |  |  |  |                                      |  |  |  |
| |                                                |  |  |  |  |  |  |  |  |                                      |  |  |  |
| |                                                |  |  |  |  |  |  |  |  |                                      |  |  |  |
| |                                                |  |  |  |  |  |  |  |  |                                      |  |  |  |
| | 6. Vittorio Emanuele III của Ý                 |  |  |  |  |  |  |  |  |                                      |  |  |  |
| |                                                |  |  |  |  |  |  |  |  |                                      |  |  |  |
| |                                                |  |  |  |  |  |  |  |  |                                      |  |  |  |
| |                                                |  |  |  |  |  |  |  |  |                                      |  |  |  |
| | 13. Thân vương nữ Margherita xứ Savoy          |  |  |  |  |  |  |  |  |                                      |  |  |  |
| |                                                |  |  |  |  |  |  |  |  |                                      |  |  |  |
| |                                                |  |  |  |  |  |  |  |  |                                      |  |  |  |
| |                                                |  |  |  |  |  |  |  |  |                                      |  |  |  |
| | 3. Vương nữ Giovanna xứ Savoy                  |  |  |  |  |  |  |  |  |                                      |  |  |  |
| |                                                |  |  |  |  |  |  |  |  |                                      |  |  |  |
| |                                                |  |  |  |  |  |  |  |  |                                      |  |  |  |
| |                                                |  |  |  |  |  |  |  |  |                                      |  |  |  |
| | 14. Nicholas I của Montenegro                  |  |  |  |  |  |  |  |  |                                      |  |  |  |
| |                                                |  |  |  |  |  |  |  |  |                                      |  |  |  |
| |                                                |  |  |  |  |  |  |  |  |                                      |  |  |  |
| |                                                |  |  |  |  |  |  |  |  |                                      |  |  |  |
| | 7. Thân vương nữ Elena xứ Montenegro           |  |  |  |  |  |  |  |  |                                      |  |  |  |
| |                                                |  |  |  |  |  |  |  |  |                                      |  |  |  |
| |                                                |  |  |  |  |  |  |  |  |                                      |  |  |  |
| |                                                |  |  |  |  |  |  |  |  |                                      |  |  |  |
| | 15. Milena Vukotić                             |  |  |  |  |  |  |  |  |                                      |  |  |  |
| |                                                |  |  |  |  |  |  |  |  |                                      |  |  |  |
| |                                                |  |  |  |  |  |  |  |  |                                      |  |  |  |

### Sách
In addition to the books listed in the References, the following may be mentioned:
- Walter J.R. Curley, Monarchs in Waiting. London: Hutchinson & Co., 1975. (pp. 23–25: "Bulgaria: His Majesty King Simeon II")
- Pashanko Dimitroff, Boris III of Bulgaria 1894–1943. London, 1986. ISBN 0-86332-140-2
- Charles Fenyvesi, Royalty in Exile. London: Robson Books, 1981. (pp. 153–171: "Czar Simeon of the Bulgars") ISBN 0-86051-131-6
- Stephane Groueff Crown of Thorns, Lanham MD. and London, 1987. ISBN 0-8191-5778-3
- Gregory Lauder-Frost, The Betrayal of Bulgaria, Monarchist League Policy Paper, London, 1989.
- Robert K. Massie and Jeffrey Firestone, The Last Courts of Europe. New York: Greenwich House, 1983. ISBN 0-517-41472-4

- Lilov, Grigor (2013). Най-богатите българи (ấn bản thứ 1). Sofia: "Кайлас" ЕООД. ISBN 978-954-92098-9-1.

### Articles
- The Daily Telegraph, Obituary for "HM Queen Ioanna of the Bulgarians", London, 28 February 2000.